# Mike Biaggio
Mike Biaggio, a właściwie Miguel Ángel Olivares Biagi (ur. 3 września 1977 w San Luis Potosi) - meksykański aktor pochodzenia włoskiego, znany w Polsce głównie z telenowel: Zbuntowani, Rywalka od serca i Włoska narzeczona.

## Życiorys
Urodził się w San Luis Potosi, w Meksyku, jako syn Aracely Biagi i Miguela Ángela Olivaresa. Wychowywał się z młodszą o dwa lata siostrą Aracely. 
Był związany z zespołem Mercurio, z którym nagrał dwie płyty - El fenómeno i Evolución. Opuścił miasto San Luis Potosí w 1997, aby przez dwa lata studiować śpiew i aktorstwo w Centro de Educación Artística de Televisa.
W 1994 po raz pierwszy pojawił się w telenoweli Las Estrellas/Televisa El vuelo del águila u boku Manuela Ojedy i Humberto Zurity. Przełom w jego karierze nastąpił w 1998, gdy zagrał Francisco "Pancho" w telenoweli Televisa Cristina (El Privilegio de amar) z Adelą Noriegą, Reném Stricklerem, Andrésem Garcíą i Heleną Rojo.
16 sierpnia 2008 ożenił się z Glorią Sierrą (ur. 27 lipca 1981). Mają trzy córki: Eugenię (ur. 28 stycznia 2009), Julietę i Victorię.

## Filmografia
- 1998: Kłamstwo i miłość (La mentira) jako Pepe
- 1998-1999: Soñadoras jako Adolfo
- 1998-1999: Cristina (El Privilegio de amar) jako Francisco "Pancho"
- 2000: Potęga miłości (Mi destino eres tú) jako César Becker
- 2001: Prawo do szczęścia (El Derecho de nacer) jako dr Alberto Limonta
- 2001-2002: El Juego de la vida jako Antonio "Toño" Pacheco
- 2004: Corazones al límite jako Samuel Cisneros Castro
- 2004-2006: Zbuntowani (Rebelde) jako Javier Alanis
- 2005: Contra viento y marea jako Cuco
- 2005: La Madrastra jako Angel
- 2006-2007: Las Dos Caras de Ana jako Fabián Escudero Vivanco
- 2007: Muchachitas como tú jako Rodrigo Suárez
- 2008: Miłosny nokaut (Un gancho al corazón) jako Cristián Bermudez
- 2008: Rywalka od serca (Querida enemiga) jako Chalo Carraso
- 2012: Qué bonito amor jako Susano "Susanito" Sánchez
- 2014: Włoska narzeczona (Muchacha italiana viene a casarse) jako Osvaldo Ángeles Miranda